# Afonso Lopez de Baian
Afonso Lopez de Baian, o Afonso Lopes de Baiam (fl. XII-XIII secolo), è stato un trovatore portoghese, attivo nella corte di Ferdinando III di Castiglia tra il 1245 e il 1253 e in quella di Afonso III del Portogallo tra il 1253 e il 1280.

## Biografia
È autore di 10 testi: due cantigas de amor, quattro cantigas de amigo, due cantigas de escarnio, una parodia letteraria e una satira politica.
Una delle sue cantigas de escarnio ridicolizza Mendo Rodrigues de Briteiros, soprannominato Don Belpelho (vale a dire "Don Volpe") e gli altri infanti di Afonso III. La cantiga si ispira nella forma narrativa al consiglio di accompagnatori di Carlomagno nella Chanson de Roland. Ma la giustapposizione della tradizione del romanzo cavalleresco francese, e in particolare della chanson de geste, non fa che accentuare il sarcasmo e la comicità della descrizione, allorché l'autore paragona Mendo Rodrigues de Briteiros e i suoi uomini d'arme a una masnada di pecoroni, più che a nobili cavalieri. 
Il pretesto della satira sembra possa essere stato un qualche conflitto che vedeva coinvolto il monastero di Longos, di cui i Briteiros erano i difensori.